# Sarremezan
Sarremezan település Franciaországban, Haute-Garonne megyében. Lakosainak száma 90 fő (2022. január 1.). Sarremezan Cardeilhac, Charlas, Larroque, Lespugue és Montmaurin községekkel határos.

## Népesség
A település népessége az elmúlt években az alábbi módon változott:
| Lakosok száma | 125  | 103  | 77   | 85   | 97   | 93   | 97   | 93   | 91   | 90   |
|               | 1968 | 1982 | 1990 | 2006 | 2013 | 2015 | 2017 | 2019 | 2020 | 2022 |